# 'Abd Allah ibn Mu'awiya
ʿAbd Allāh ibn Muʿāwiya al-Ṭālibī (in arabo عبدلله بن معاویه‎?; ... – Khorasan, 747) è stato un agitatore politico alide.
Discendente di Ja'far ibn Abi Talib, fu ispiratore e guida di una rivolta anti-omayyade a Kufa e più tardi in Persia (Khorāsān).

## Antecedenti
ʿAbd Allāh ibn Muʿāwiya era nipote del fratello del quarto califfo e primo Imam sciita, ʿAlī ibn Abī Ṭālib, Ja'far ibn Abi Talib. A seguito della morte nel 703 dell'altro nipote di ʿAlī, Abū Hāshim (ʿAbd Allāh b. Muḥammad al-Ḥanafiyya), la leadership alide rimase vacante e vari candidati vollero accreditarsi come capi dell'Ahl al-Bayt. Una parte pretendeva che Abū Hāshim avesse trasferito i suoi diritti all'Abbaside Muḥammad b. ʿAlī b. ʿAbd Allāh, mentre un'altra fazione intendeva proclamare capo dell'Ahl al-Bayt e Imam legittimo della Umma ʿAbd Allāh ibn ʿAmr al-Kindī.
 
Quest'ultima indicazione fu però ritenuta insoddisfacente e la scelta cadde quindi sul primo.

ʿAbd Allāh rivendicò non solo l'imamato , ma, secondo K.V. Zetterstéen, 
(sia la natura divina e il carisma profetico furono  [considerati] riuniti in lui, poiché lo Spirito divino era stato trasferito da un Imam all'altro ed era infine giunto a lui. Di conseguenza i suoi seguaci abbracciarono la concezione della reincarnazione e respinsero quella della risurrezione.)

## Rivolta e morte
Nell'ottobre del 744, ʿAbd Allāh e i suoi seguaci si ribellarono a Kufa. Furono raggiunti da altri simpatizzanti alidi (specialmente zayditi),e assunsero il controllo della città, espellendone il Wālī. La reazione del governatore d'Iraq, ʿAbd Allāh b. ʿUmar b. ʿAbd al-ʿAzīz, tuttavia fu pronta ed egli si mise subito in marcia alla volta di Kufa. Molti dei suoi cittadini abbandonarono la causa alide, ma il contingente zaydita combatté strenuamente per consentire ad ʿAbd Allāh di fuggire da, dapprima verso al-Madāʾin e poi nel montagnoso Jibāl.
Malgrado la disfatta a Kufa, continuarono le opposizioni al regime omayyade sotto la bandiera di ʿAbd Allāh, con il concorso anche di kharigiti sconfitti precedentemente sul Tigri dal califfo Marwān II, persino di alcuni Abbasidi, Siriani e Yemeniti iracheni. Avvantaggiandosi dei torbidi della Terza Fitna e dei prodromi della cosiddetta "Rivoluzione abbaside" in Khurasan, che indeboliva non poco gli Omayyadi, ʿAbd Allāh tentò di estendere il suo controllo su ampie porzioni della Persia, inclusa gran parte del Jibāl, Ahwāz, il Fars e Kerman. Elesse quindi la sua residenza a Isfahan dapprima e a Istakhr in un secondo momento.
Infine Marwān II spedì un esercito al comando di ʿĀmir ibn Ḍubāra al-Murrī contro ʿAbd Allāh. Le forze alidi furono duramente sconfitte a Marw al-Shādhān nel 746/7 (29 E.) e il suo ruolo in Persia collassò di conseguenza. ʿAbd Allāh stesso cercò di fuggire nel più remoto Khorāsān, in cui il leader abbaside Abu Muslim tuttavia lo mise a morte.
Alcuni dei suoi seguaci rifiutarono di credere alla sua morte e, secondo lo schema tipico del Mahdismo, credettero che egli sarebbe tornato visibile come mahdi. Si formò così la setta nota come "Janāḥiyya" (o Ṭayyāriyya), mentre altri, i cosiddetti "Harithiti", credettero che egli si fosse reincarnato nella persona di Isḥāq b. Zayd b. al-Ḥārith al-Anṣārī.